# Elivie

La rete dei collegamenti nell'aerea partenopea; in basso l'elicottero Sikorsky S.61

I collegamenti sperimentali nell'Italia settentrionale

Elivie - Società Italiana Esercizio Elicotteri è stata una società italiana che operava nel settore del trasporto aereo di linea e lavoro aereo esclusivamente con elicotteri effettuando collegamenti tra Napoli, le isole di Capri e Ischia e, in seguito, anche Sorrento.

## Storia
La società fu fondata il 23 novembre 1956 con la ragione sociale ELI-Linee Italiane S.p.A., con capitale sottoscritto da IRI e Alitalia. Nel 1957 assunse la denominazione di Elivie ed iniziò a operare il 20 luglio 1959 con elicotteri Agusta Bell 47J. Inizialmente i collegamenti per Capri e Ischia furono limitati al solo periodo estivo, ma dal 1960 divennero stabili per tutti i mesi dell'anno.
La risposta del pubblico fu molto positiva e vide crescere di anno in anno il numero di passeggeri (oltre 7.000 nel 1966). La rete si irradiava dall'aeroporto Capodichino di Napoli verso l'eliporto di Napoli (Stazione Marittima) e, da qui, verso le due isole maggiori dell'arcipelago campano. Nell'estate 1961 e in quella successiva fu effettuato, per un breve lasso di tempo, un collegamento tra l'aeroporto di Milano-Malpensa e l'eliporto cittadino di Torino.
Al 13 aprile 1967 la società aveva 18 dipendenti e una flotta di un AB 204B e tre AB 47J. Tra il maggio e l'ottobre del 1968 furono trasportati oltre 34.800 passeggeri. Nel 1969 i servizi inclusero anche la linea sperimentale Venezia-Cortina d'Ampezzo.
Nel 1969 il pacchetto azionario fu rilevato completamente da ATI-Aero Trasporti Italiani, che introdusse in servizio i più nuovi e capienti Sikorsky S.61N da 26 posti e anche gli AB 206 "Jetranger".
Nell'estate 1970 furono però interrotti i voli di linea in quanto il loro esercizio era divenuto antieconomico. Elivie cessò completamente le attività nell'aprile 1971.

## Flotta
Elivie ha utilizzato esclusivamente macchine ad ala rotante:
- Agusta-Bell 47J
- Agusta-Bell 204B
- Sikorsky S.61N